# 2165 Јанг
2165 Јанг (енгл. 2165 Young) је астероид главног астероидног појаса чија средња удаљеност од Сунца износи 3,130 астрономских јединица (АЈ).
Апсолутна магнитуда астероида је 11,0.